# Antidesma riparium
Antidesma riparium är en emblikaväxtart som beskrevs av Airy Shaw. Antidesma riparium ingår i släktet Antidesma och familjen emblikaväxter.

## Underarter
Arten delas in i följande underarter:
- A. r. ramosum
- A. r. riparium